# شاخص ۱۰۰ بورس اوراق بهادار فایننشیال تایمز
شاخص ۱۰۰ بورس اوراق بهادار فایننشیال تایمز (انگلیسی: Financial Times Stock Exchange 100 Index) که با نام‌های شاخص اف‌تی‌اس‌ای ۱۰۰، شاخص اف‌تی‌اس‌ای ۱۰۰، یا به‌طور غیررسمی «فوتسی» نیز خوانده می‌شود، یک شاخص بازار سهام از ۱۰۰ شرکت بورس لندن با بالاترین ارزش بازار است. این شاخص در واقع گویای میزان موفقیت سیستم کسب و کار برنامه‌ریزی شده بوسیلهٔ قانون شرکت‌های انگلستان است. این شاخص بوسیلهٔ گروه اف‌تی‌اس‌ای، زیرمجموعه‌ای از گروه بورس اوراق بهادار لندن ارائه می‌شود.